# Eleccions legislatives sueques de 1952
Les eleccions legislatives sueques del 1952 es van celebrar el 21 de setembre de 1952. Els més votats foren els socialdemòcrates i Tage Erlander fou nomenat primer ministre de Suècia.

## Resultats
|                         |                              |           |        |           |     |  |  |  |
| Partits                 | Partits                      | Vots      | %      | Escons    | +/− |  |  |  |
|                         | Partit Socialdemòcrata       | 1,742,284 | 46.05  | 110 / 230 | 2   |  |  |  |
|                         | Partit Popular               | 924,819   | 24.44  | 58 / 230  | 1   |  |  |  |
|                         | Partit de la Dreta           | 543,825   | 14.37  | 31 / 230  | 8   |  |  |  |
|                         | Lliga de Pagesos             | 406,183   | 10.74  | 26 / 230  | 4   |  |  |  |
|                         | Partit Comunista             | 164,194   | 4.34   | 5 / 230   | 3   |  |  |  |
|                         | Partit Socialista d'Esquerra | 2,302     | 0.06   | 0 / 230   | =   |  |  |  |
|                         | Altres partits               | 100       | 0.00   | 0 / 230   | =   |  |  |  |
|                         |                              |           |        |           |     |  |  |  |
| Vots vàlids             | Vots vàlids                  | 3,783,707 | 99.54  |           |     |  |  |  |
| Vots blancs i invàlids  | Vots blancs i invàlids       | 17,577    | 0.46   |           |     |  |  |  |
| Total                   | Total                        | 3,801,284 | 100,00 | 230       | =   |  |  |  |
| Inscrits / participació | Inscrits / participació      | 4,805,216 | 79.11  |           |     |  |  |  |